# Aeroportul Internațional Nador
Aeroportul Internațional Nador (IATA: NDR, ICAO: GMMW) este un aeroport din Regiunea Oriental, Maroc ce deservește zona Nador. Aeroportul a fost tranzitat în 2022 de 836.742 de pasageri. A fost deschis în 1999 și numit după zona deservită.
Situat la o altitudine de 175 m, aeroportul dispune de o singură pistă. Este operat de Moroccan Airports Authority⁠(d).